# السارق (فلم 1952)
السارق (بالإنجليزية: The Thief) هو فيلم جريمة نوار أمريكي صدر عام 1952، من إخراج راسل روز وبطولة راي ميلاند. يعتبر هذا الفيلم الثالث من ستة أفلام نوار كلاسيكية أخرجها وكتبها راسل وصديقه كلارنس غرين.

## وصلات خارجية
- مقالات تستعمل روابط فنية بلا صلة مع ويكي بيانات
- المقطع الدعائي للفيلم على يوتيوب